# François Piétri
Pour les articles homonymes, voir Pietri.
Vous pouvez aider à l'améliorer ou bien discuter des problèmes sur sa page de discussion.
- Il n’est pas rédigé dans un style encyclopédique. (Marqué depuis décembre 2018)
- Il doit être recyclé. La réorganisation et la clarification du contenu sont nécessaires. (Marqué depuis décembre 2018)

François Piétri né le 8 août 1882 à Bastia et mort le 17 août 1966 à Ajaccio (Corse), est un homme politique français.

## Biographie

### Jeunesse et études
François Sampiero Marie Jourdan Piétri naît dans une famille aisée de notables : son père, Antoine Jourdan Napoléon Piétri, est avocat et conseiller de préfecture et sa mère, Clarinde Rose Brigite Gavini, est la fille du député Sampiero Gavini.
Né à Bastia, François Piétri passe son enfance à Alexandrie, où son père exerce les fonctions de conseiller légal du gouvernement égyptien.
Il poursuit ses études secondaires au collège Stanislas, à Paris, de 1895 à 1899. Il est lauréat du Concours général en 1897 et 1898. Il obtient une licence ès lettres en 1900. Il est diplômé de l'École libre des sciences politiques en 1903. Il est titulaire d'un doctorat en droit (1903).

### Vie privée
Le 27 août 1925 à Paris 8e, il épouse Antoinette Brocheton.

### Parcours professionnel
En 1906, il est admis au concours de l'Inspection générale des finances.

### Parcours politique
François Piétri est député de Corse le 11 mai 1924, où il siège comme républicain de gauche. Réélu trois fois (le 22 avril 1928 le 1er mai 1932 et le 26 avril 1936 au sein du parti de l'Alliance des républicains de gauche et des radicaux indépendants).
Homme politique et écrivain, François Piétri était également un sportif accompli : il est international à l'épée en 1921-1922, ce qui lui vaut par la suite de présider la Fédération nationale d'escrime et de faire partie du Comité international olympique.
Plusieurs années président du Conseil général de la Corse entre 1924 et 1940), directeur des finances du protectorat au Maroc au temps de Lyautey, François Piétri est plusieurs fois ministre dans l'entre-deux-guerres :
- sous-secrétaire d'État aux Finances du 23 juin au 19 juillet 1926 dans le gouvernement Aristide Briand (10)
- ministre des Colonies du 3 novembre 1929 au 13 décembre 1930 dans les gouvernements André Tardieu (1) et André Tardieu (2) ;
- ministre du Budget du 27 janvier 1931 au 20 février 1932 dans les gouvernements Pierre Laval (1), Pierre Laval (2) et Pierre Laval (3) ;
- ministre de la Défense nationale du 20 février au 3 juin 1932 dans le gouvernement André Tardieu (3) ;
- ministre des Colonies du 26 octobre au 26 novembre 1933 dans le gouvernement Albert Sarraut (1) ;
- ministre des Finances du 30 janvier au 4 février 1934 dans le gouvernement Édouard Daladier (2) ;
- ministre de la Marine du 9 février 1934 au 1er juin 1935 dans les gouvernements Gaston Doumergue (2) et gouvernement Pierre-Étienne Flandin (1) ;
- ministre de la Marine du 1er juin 1935 au 4 juin 1936 dans les gouvernements Fernand Bouisson, Pierre Laval (4) et Albert Sarraut (2)
- puis ministre des Communications du 12 juillet au 6 septembre 1940 dans le gouvernement Pierre Laval (5) sous le régime de Vichy.

Comme député, Piétri vote en faveur de la création d'une École nationale d'administration telle que proposée par Jean Zay.
Il succède à Philippe Pétain à l'ambassade francaise en Espagne, nommé par le gouvernement de Vichy de 1940 jusqu'à 1944. C'est à ce titre qu'il est condamné par la Haute Cour de justice à cinq ans d'indignité nationale, le 4 juin 1948. Le 31 janvier 1950, une mesure de relèvement est prononcée par le Conseil supérieur de la magistrature en faveur de François Pietri.
Écrivain d'essais politiques et historiques, il reçoit en 1956 le grand prix Gobert de l'Académie française pour l'ensemble de son œuvre historique. Sa veuve, née Marie-Antoinette Brocheton, avait épousé en premières noces Pierre-Augustin Barrachin ; mère d'Edmond Barrachin, elle meurt en 1978, à 102 ans.
François Piétri faisait partie de ceux que l’on appelait à l'époque les philosémites (à l'instar de Charles Péguy - l'adjectif est peu employé de nos jours).
Il était notoirement dreyfusard, depuis sa jeunesse, dans un milieu social qui très fréquemment ne l'était pas.
Au début des années 1930, il est membre du Comité national de secours aux réfugiés allemands victimes de l'antisémitisme et du Comité français pour la protection des intellectuels juifs persécutés, dont il est ensuite président d'honneur.
Au cours de ses années à Madrid comme ambassadeur de France pendant la guerre, il a aidé de nombreux Juifs à fuir de France vers la zone libre d’Afrique du Nord via l'Espagne, notamment en en hébergeant momentanément à l'ambassade.
Il a reçu la Francisque.

## Publications
- L'antagonisme du Nord et du Sud de l'Italie, Paris, Chevalier & Rivière, 1906
- Le Bilan de la Pacification marocaine, Paris, E.S.P., 1922
- Finances et monnaies coloniales, Paris, Alcan, 1924
- La Querelle du Franc, Paris, Hachette, 1928
- Le Financier, Paris, Hachette, 1931
- Justice et injustice fiscale, Paris, Tallandier, 1933
- La Réforme de l’État au XVIIIe siècle, Paris, Éditions de France, 1935 — Il y en eut une édition espagnole : Barcelone, Juventud, 1944
- Veillons au salut de l'Empire, Paris, Éditions de France, 1937
- Lucien Bonaparte, Paris, Plon, 1939 — Prix Thiers de l'Académie française — Il y en eut une traduction espagnole : Barcelone, Juventud, 1942
- La France et la mer, Paris, Flammarion, 1940
- Lucien Bonaparte à Madrid, Paris, Grasset, 1951, Prix Paul Teissonnière de l'Académie française — Cet ouvrage fut préalablement publié en espagnol : Un Caballero en el Escorial, Madrid, Espasa Calpe, 1947
- Mes années d'Espagne : 1940-1948, Paris, Plon, 1954
- Napoléon et le Parlement ou, La dictature enchainée, Paris, Fayard, 1955
- Hors du forum, Editions de Paris, Paris, 1957
- L'Espagne du Siècle d'Or, Paris, Fayard, 1959
- Pierre le Cruel : le vrai et le faux, Paris, Plon, 1961
- Les princes de sang, illustré de planches hors-texte par Kostia Terechkovitch, Flammarion, 1962
- Chronique de Charles le Mauvais, Paris, Berger-Levrault, 1963
- Napoléon et les Israélites, Paris, Berger-Levrault, 1965

## Hommage
En 1931, le mont Pietri (sic) dans les îles Kerguelen prend son nom, donné en hommage par l'équipage du navire de la Marine nationale L'Antarès.